# Springdale (Montana)
Springdale – jednostka osadnicza w Stanach Zjednoczonych, w stanie Montana, w hrabstwie Park.